# Muinane jezik
Muinane jezik (ISO 639-3: bmr; muenane, muename, muinana, muinani), indijanski jezik s gornjeg toka rijeke Cahuinarí, pritoka Caquete u Kolumbiji. Govori ga oko 150 osoba (2007 Moyano) iz istoimenog plemena Muinane ili Muenane. 
Klasificira se porodici huitotoan, skupini bora. Nije isto što i muinane huitoto [hux].

## Vanjske poveznice
- Ethnologue (14th)
- Ethnologue (15th)